# Eternal Sonata
Eternal Sonata (トラスティベル ショパンの夢?) è un videogioco di ruolo del 2007, sviluppato da tri-Crescendo e pubblicato da Bandai Namco per Xbox 360; nel 2008 ne è stata realizzata una versione anche per PlayStation 3.

## Trama
Il 16 ottobre 1849, in un letto di una casa di Parigi, Fryderyk Chopin fa il suo ultimo sogno sul letto di morte. In questo sogno chi è affetto da malattie incurabili può imparare a controllare la magia; è qui che Chopin incontra Polka, ragazza destinata ad un terribile futuro, e Allegretto, il ragazzo destinato a salvarla. Chopin stesso attraversa queste terre nell'incredulità che questo possa essere davvero solo il frutto della sua fantasia. Presto al gruppo si uniranno altri stravaganti personaggi come Beat, bambino di 8 anni molto amico di Allegretto, e Viola, una sedicente fattrice abile nel tiro con l'arco e nelle arti marziali. Durante il viaggio, il gruppo di protagonisti scoprirà che il malvagio Conte Valzer ha immesso sul mercato la polvere minerale, una panacea in grado di curare tutti i malanni delle persone, a bassissimo costo, mentre ha alzato notevolmente le tasse su tutti gli altri prodotti di prima necessità. Di fatto in questa maniera il Conte impedisce che venga comprata qualsiasi altra cosa all'infuori della polvere minerale. Tuttavia l'utilizzo smodato di questa polvere porta alla trasformazione della gente in demoni e mostri su cui il Conte esercita il proprio potere, soggiogandoli alla sua spietata volontà. L'obiettivo di Valzer, infatti, è quello di crearsi un intero esercito di esseri spietati e senza mente ai suoi comandi, per conquistare tutto il regno. Inoltre la produzione di polvere minerale porta all'eccessivo sfruttamento minerario della regione, causando grandi sconvolgimenti ambientali. Chopin e gli altri, dunque, dovranno cercare di fermare il Conte Valzer e salvare così l'intero reame, cercando al contempo di capire se tutto ciò che sta accadendo sia davvero sogno o realtà.

## Caratteristiche
Eternal sonata è un JRPG a turni con elementi action. Il gioco racconta un immaginario sogno del noto compositore polacco Fryderyk Chopin, intervallando la narrazione principale con cenni alla sua biografia. In questi brevi intermezzi le stesse composizioni di Chopin, suonate da Stanislav Bunin, fanno da sottofondo musicale. Le musiche originali del gioco sono composte da Motoi Sakuraba. La quasi totalità dei nomi dei personaggi e dei luoghi in cui si svolge la vicenda è costituita da termini che fanno parte del mondo della musica.

## Modalità di gioco

### Sistema di combattimento
Il gioco basa il suo sistema d'attacco sull'uso di quattro tasti: uno per gli attacchi normali, uno per gli attacchi speciali, uno per la difesa e uno per gli oggetti. Sulla sinistra dello schermo c'è un indicatore temporale durante il quale il giocatore sposta il personaggio ed effettua attacchi; la caratteristica di questo indicatore è che inizialmente decresce unicamente quando si fa qualcosa, permettendo così al giocatore di studiare la propria strategia stando fermo; man mano che il gruppo di personaggi sale di livello il tempo a disposizione inizia ad essere più ristretto e inizia a calare anche stando fermi. L'attacco avviene in maniera diretta esattamente come negli hack'n'slash alla Diablo e ogni colpo portato a segno permette di riempire una parte della barra del tempo. I personaggi attaccano in ordine di tempo a disposizione e sul personaggio che segue a quello in uso compare la scritta "successivo" per identificarlo. Con l'aumentare del numero dei colpi andato a segno aumenta il misuratore dell'eco, un contatore che permette di rendere più potenti i propri attacchi speciali; questi ultimi, una volta usati, consumano tutto il contatore dell'eco disponibile, costringendo il giocatore a ricominciarlo daccapo; il contatore è uno unico per tutti i personaggi del gruppo. Gli attacchi speciali, questi variano a seconda del fatto che i personaggi si trovino alla luce o all'ombra: nel primo caso effettueranno un attacco di tipo "luce", nel secondo un attacco di tipo "oscurità". Anche i nemici possono variare in base al fatto che stiano all'ombra o alla luce, arrivando anche a variare sia nell'aspetto che nelle caratteristiche e negli attacchi. I terreni di combattimento possono essere anche in parte alla luce e in parte all'ombra.
Così come l'attacco anche la difesa avviene in tempo reale: se nel momento in cui un mostro attacca si preme il tasto della difesa con il giusto tempismo si può parare l'attacco azzerando o comunque riducendo l'ammontare dei danni. La difesa si può effettuare unicamente se l'avversario affronta il giocatore frontalmente: se lo attacca alle spalle, non è possibile pararsi. Naturalmente il giocatore può attuare questa tattica a sua volta. È anche possibile contrattaccare, oltre che difendersi ed è anche possibile saltare gli scontri tramite la fuga; i nemici appaiono comunque visibili nel mondo di gioco, perciò se non ci si vuole combattere è sufficiente evitarli.
Combattendo i personaggi guadagnano esperienza e aumentano di livello e fanno aumentare il livello di esperienza anche del "party" di cui fanno parte. A mano a mano che il livello del gruppo sale (il livello più alto è il sesto) cambiano le caratteristiche relative al tempo d'attacco, facendo subentrare tempi più ristretti e l'uso del tempo tattico durante il quale il giocatore può studiare la sua strategia. Viene inoltre aumentato lo spazio a disposizione per le magie selezionabili e aumenta il numero di mosse concatenabili.

### Galleria d'immagini
Analogamente a quanto avviene nel videogioco Beyond Good & Evil, durante i combattimenti utilizzando Beat si possono scattare delle foto ai mostri per poter fare dei soldi rivendendole nei negozi. Il valore della foto varierà in base a caratteristiche come la tipologia di mostro, il fatto che sia inquadrato per intero oppure no, e così via.

### Musica
All'interno del gioco ci sono diversi brani da collezionare il cui utilizzo, combinato con quelli posseduti dai personaggi non giocanti incontrati, può rivelarsi utile per ottenere oggetti rari. I brani si collezionano esplorando il mondo di gioco e sono liberamente ascoltabili nell'apposita sezione dell'inventario dove sono anche fornite le informazioni ad essi legati.
Nel passaggio tra un capitolo e l'altro viene riprodotta un'opera di Chopin accompagnata da cenni biografici sull'autore e alcune fotografie inerenti ai posti oggetti del discorso. Qualora non si riuscisse a finire il gioco o qualora lo si desiderasse, dal servizio online Xbox Live è possibile scaricare a pagamento la Chiave per musica per piano che permette di sbloccare tutte e sette le composizioni.

## Personaggi
La storia in sé si presenta molto enigmatica, e se da una parte si può credere che l'intera vicenda sia effettivamente nient'altro che l'ultimo sogno fatto da Chopin prima di morire, dall'altra invece lo stesso Chopin ad un certo punto comincia a credere che si tratti di qualcosa di più di un semplice sogno. A prescindere da quale interpretazione si voglia dare alla vicenda, è vero altresì che ogni personaggio porta in sé una parte della personalità del compositore, come se i personaggi stessi non fossero altri che la personificazione dei suoi molti volti.

### Protagonisti
- Frederic Francois Chopin: 39 anni, il noto compositore franco-polacco  è a letto gravemente ammalato e la storia del gioco ripercorre quello che è il suo sogno. Il gioco presenta in forma fiabesca diverse analogie con la vera vita del noto compositore, morto di malattia a soli 39 anni. La sua arma è una bacchetta, che usa di quando in quando anche come bastone da passeggio, e predilige uno stile di lotta aggraziato ma aggressivo.
- Polka: 14 anni, giovane ragazza del villaggio di Tenuto, che vive con sua madre Solfeggio (nome originale Solfege). Evitata dalla gente comune perché dotata di poteri magici e, per questo, prossima alla morte. Nonostante venga emarginata dalla gente cerca di usare i suoi poteri per fare del bene al prossimo. Come dice lo stesso Chopin ha la stessa età e quasi le stesse sembianze di Emilia, la sorella minore del compositore, morta di Tubercolosi a soli 14 anni, quindi può essere la personificazione dei ricordi e delle emozioni ad essa legati. La sua arma è un ombrello, e sa combattere sia da lontano che in corpo a corpo.
- Allegretto: 16 anni, giovane ragazzo del paese di Ritardando che vive in un nascondiglio segreto con l'ancor più giovane Beat. I due sono soliti rubare il pane per darlo da mangiare ai ragazzi che vivono nelle fogne perché non hanno soldi con cui sopravvivere. Nell'ottica dei molti volti è lo Chopin fiero e determinato, che non si rassegna all'ineluttabilità del destino e tenta di costruire il futuro, sia proprio che degli altri, con le sue mani. La sua arma è una spada.
- Beat: 8 anni, poco più che bambino, è l'amico di Allegretto, con cui va sempre in giro. È molto ingenuo ma di buon cuore. È appassionato di fotografia. È la personificazione della fanciullezza e dell'infanzia, unico momento della vita di Chopin che fosse stato davvero felice. La sua arma è un moschetto, con una testa di mazza in cima da usare per il corpo a corpo.
- Marcia (nome originale March) e Salsa: 8 anni, sono le due sorelle gemelle appartenenti al piccolo villaggio di Agogo che ne custodiscono la vicina foresta. Mentre Marcia è riflessiva, matura e gentile, Salsa è molto più impulsiva, sfacciata, schietta, aggressiva e sempre in competizione con Beat. Si distinguono per il colore dei capelli, Blu per Marcia e Rossi per Salsa che indossa anche un cappello nero. Rappresentano le due facce della musica di Chopin, profonda e malinconica ma allo stesso tempo forte e aggressiva. Le loro armi sono una coppia di chakram, e il loro stile di lotta, fondato rispettivamente sul fuoco per Salsa e sull'acqua per Marcia, si basa soprattutto sulla velocità.
- Viola: 26 anni, giovane fattrice che vive nella piana del Ritornello, accudisce un gregge e vive in una casetta con l'animaletto da compagnia Arco, che è un incrocio tra uno scoiattolo e un coniglio.. Poiché vive all'aria aperta e soffre per un desiderio impossibile (l'amore per Jazz) può essere considerata la personificazione della nostalgia di Chopin per la vita al di fuori di corti e palazzi, ma soprattutto per la sua Polonia. La sua arma è un arco per il combattimento a distanza, mentre in corpo a corpo si rivela molto abile nelle arti marziali.
- Jazz: 27 anni, capo dei rivoluzionari di Andantino, è spalleggiato dalla sua fidanzata Claves e dalla sua amica Mazurka. Personaggio forte e coraggioso. È lo Chopin aggressivo, il patriota, che ha sempre avversato l'occupazione della Polonia e ha perorato la causa del suo popolo attraverso la musica. La sua arma è uno zweihänder.
- Mazurka (nome originale Falsetto): 22 anni, uno dei due "bracci destri" di Jazz, sa essere una donna forte ma anche fragile in determinati momenti. Conosce Jazz da quando erano bambini ed è innamorata di lui. Per questo non si fida di Claves, ed è gelosa di lei. È l'unico personaggio che combatte senza armi. Tanto nel modo di apparire (capelli corti, abbigliamento leggermente maschile) quanto per il suo carattere, rude ma con una dolcezza di fondo, è la personificazione di George Sand, una delle poche donne che Chopin abbia mai amato. La sua arma sono le arti marziali, e soprattutto i calci.
- Claves: 24 anni, il secondo braccio destro di Jazz e sua fidanzata. È una spia di Forte, che passa informazioni al conte Valzer su Jazz e i rivoluzionari di Adantino, ma in seguito se ne pente per l'amore che prova per Jazz. A causa del suo tradimento verrà uccisa da Rumba, ma verso la fine del gioco nell'Unisono Misterioso, verrà resuscitata e accolta di nuovo nel gruppo dei protagonisti. È a sua volta la malinconia inespressa di Chopin, nonché la sua consapevolezza di aver "tradito" il popolo polacco per non aver preso parte in prima persona alla rivoluzione. La sua arma è un fioretto.
- Crescendo: 29 anni, principe della città di Barocco, si occupa di mandare avanti la città al posto del re padre, allontanatosi per poter curare la sua malattia. È fidanzato con la principessa Serenata, appartenente alla città di Forte ed è amico d'infanzia di Jazz. Salva Polka, Beat, Frederic e Salsa dopo che sono caduti nel fiume Adagio. Rappresenta il leader calmo, coraggioso, buono e giusto che Chopin non è potuto mai essere a causa della sua malattia. È un personaggio giocabile solo nella versione per PS3.  Le sue armi sono una mazza e uno scudo.
- Serenata (nome originale Serenade): 23 anni, principessa della città di Forte, fidanzata di Crescendo, possiede un cagnolino di nome Minuetto (nome originale Minuet). Anche lei è una spia di Forte, che passa informazioni al conte Valzer su Crescendo e la città di Barocco. Per l'amore che prova per Crescendo, se ne pente e decide di unirsi al gruppo dei protagonisti e di accompagnarli nel loro viaggio .È la personificazione del senso di colpa di Chopin, di sentirsi al sicuro in un paese straniero mentre la sua Varsavia è sotto attacco. È un personaggio giocabile solo nella versione per PS3. La sua arma è un bastone.

### Antagonisti
- Conte Valzer (nome originale Count Waltz): 16 anni, il Conte Valzer è a capo del regno in cui si svolge la storia. È l'antagonista principale del gioco. Si trova a dover affrontare un gruppo di rivoluzionari deciso a farlo decadere. Mentre nella versione per XBox viene presentato come un semplice tiranno assetato di potere, nella versione per PS3 il suo personaggio è presentato in modo più complesso: egli vive nel costante terrore di essere dimenticato, di soccombere all'impietosità del tempo, e pertanto ambisce a fare qualcosa di tanto grande e tanto importante da permettergli di essere ricordato per l'eternità. Sotto questo aspetto, Valzer può essere considerato la personificazione della volontà di Chopin di travalicare i confini della sua breve vita e di ottenere l'immortalità attraverso la sua musica. La sua arma è un bastone
- Legato : consigliere del Conte Valzer, anziano uomo dotato di una grande intelligenza,  che gestisce tutte le attività di Forte per il conte, ed esegue ogni suo ordine. Verso la fine del gioco, verrà obbligato dal conte Valzer, a bere la polvere minerale potenziata, trasformandosi nel potentissimo drago Corpo Corrotto.
- Staccato (nome originale Fugue) : fedele guerriero al servizio del conte Valzer, sarcastico e intelligente. La sua arma è una katana.
- Rumba (nome originale Rondo): 21 anni, fedele guerriera e mercenaria al servizio del Conte Valzer. Claves morirà per mano sua. Le sue armi sono due Spade.
- Tuba: il capitano delle guardie di Forte al servizio del conte Valzer. È un uomo corpulento piuttosto avanti con l'età e privo di un occhio. Durante l'ultimo combattimento, avendo compreso di non essere in grado di battere i protagonisti, tenterà di ucciderli distruggendo il ponte sopra il quale stavano combattendo, rimettendoci la vita. Il conte Valzer tuttavia non mostrerà alcun dispiacere per la sua morte, anzi sosterrà di essere più dispiaciuto per la distruzione del ponte. La sua arma è una Stella del mattino  gigante.
- Capitano Dolce : piratessa capitano della nave pirata Dolce. La sua arma è un moschetto.
- Basso (nome originale Bass): pirata primo tenente del capitano Dolce. La sua arma è una sciabola.
- Chitarra (nome originale Guitar): pirata secondo tenente del capitano Dolce. La sua arma è una sciabola.

## Accoglienza
SpazioGames.it assegna al gioco un voto pari a 8,0 (contro l'8,3 dei lettori), definendo Eternal Sonata "stilisticamente e tecnicamente impeccabile", con un sistema di combattimento coinvolgente e storia suggestiva e poetica. Lati negativi sono l'eccessiva linearità, la narrazione lenta e una generale mancanza di vere e proprie novità di genere.
Multiplayer.it chiude la recensione con un 8,4 (contro l'8,8 dei lettori), lodando il sistema di combattimento ingegnoso, la trama originale e accattivante e gli aspetti tecnici splendidi. Pochi i difetti riscontrati: l'estrema linearità, la difficoltà piuttosto bassa e la scarsità di contenuti extra.
GameSpot si pronuncia per un 8,5, giudicando positivi la storia affascinante, le musiche magnifiche e il sorprendente sistema di combattimento che combina insieme azione in tempo reale e azione a turni. Un giudizio negativo viene dato, invece, alla troppa linearità di gioco, alla generale facilità e agli occasionali cali di frame rate.
La rivista Play Generation diede alla versione per PlayStation 3 un punteggio di 91/100, apprezzando l'atipicità della storia, il mix di turni e tempo reale dei combattimenti e la bellezza degli scenari e come contro la linearità dei dungeon, la telecamera fissa, l'IA dei nemici e alcuni intermezzi troppo lunghi, finendo per trovarlo un GdR godibile con alcuni difetti e molte buone idee, bello da sentire ma soprattutto da vedere.
Nonostante il gioco sia stato ben accolto dalla critica, la sua iniziale pubblicazione in esclusiva per Xbox 360 (console che in Giappone non ha mai attecchito particolarmente) ha generato vendite deludenti; Namco Bandai ha deciso, perciò, di abbandonare l'esclusività e di realizzare una conversione del titolo anche per la PlayStation 3 di Sony; questa conversione è stata però più volte rimandata e si è dovuto attendere più di un anno per la pubblicazione. In questa nuova versione il gioco non viene riproposto così com'è apparso su Xbox 360 ma è stato aggiornato con nuovi elementi (vedi la voce Versione PS3).